# Отрадное (Брянский район)
Не следует путать с одноимённым микрорайоном в составе города Брянска и расположенной там железнодорожной платформой.

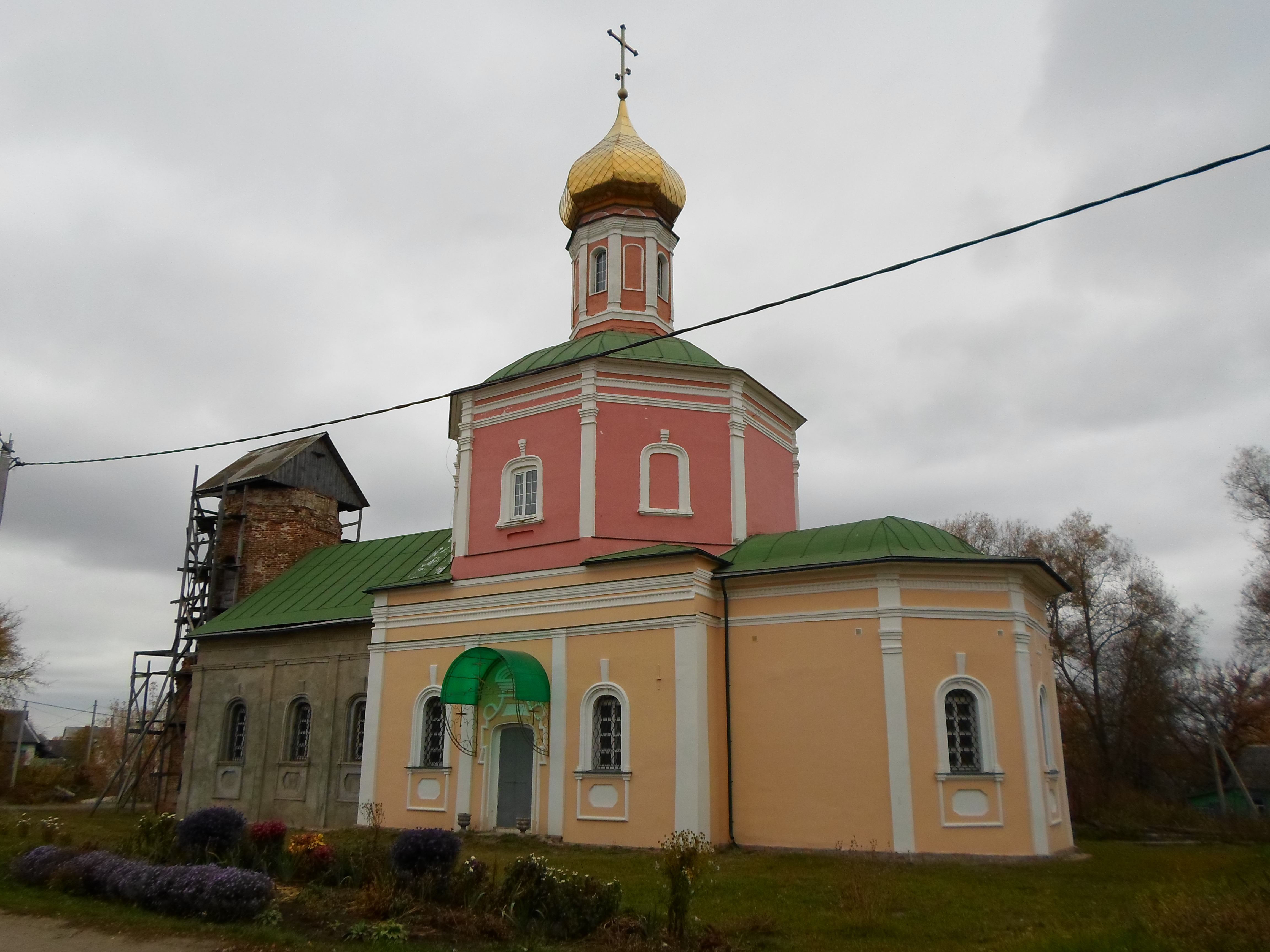
Церковь Дмитрия Солунского в с. Отрадное

Отра́дное (историческое название — Голя́жье) — село в Брянском районе Брянской области, административный центр Отрадненского сельского поселения.

## География
Расположено к западу от Брянска, в 3 км к югу от посёлка Нетьинка, на правом берегу Десны.
Имеется отделение связи, сельская библиотека. Связано с Брянском маршрутами городского транспорта.

## История
Впервые упоминается в начале XVII века как владение Потресовых, Небольсиных, Голенищевых и др.; с конца XVII века бо́льшая часть крестьян принадлежала Алымовым, а в 1809 перешла к дворянам Исуповым. Церковь Димитрия Солунского упоминается как разорённая в Смутное время; возобновлена в 1628 (современное каменное строение 1755—1757); по названию храма село в XIX веке также именовалось Дмитриевским.
В XVII—XVIII вв. село входило в состав Подгородного стана Брянского уезда; с 1861 по 1924 год — в Госамской волости (с 1921 — в составе Бежицкого уезда). В 1898 году была открыта земская школа.
В 1924—1929 гг. входило в Бежицкую волость; с 1929 года в Брянском районе. С 1930-х гг. до 1982 года находилось в составе Хотылёвского сельсовета.
В 1950-х гг. к западу от села обнаружено селище V—VII, IX—X, XI—XII вв. со следами роменской и древнерусской культур. Принято считать, что историческое название села — Голяжье — происходит от названия балтоязычного племени голядь, представители которого либо ушли отсюда под давлением превосходивших их по численности славян, либо слились с ними.
В 1964 г. Указом Президиума ВС РСФСР село Голяжье переименовано в Отрадное.

## Население
| 2010 | 2012  | 2013  |
| ---- | ----- | ----- |
| 1879 | ↘1841 | ↗1927 |

| Годы      | 1866 | 1878 | 1897 | 1926 | 1979 | 1989 | 2002 | 2010 | 2012 |
| --------- | ---- | ---- | ---- | ---- | ---- | ---- | ---- | ---- | ---- |
| Население | 513  | 490  | 710  | 1050 | 1755 | 1787 | 1872 | 1976 | 1841 |

## Известные уроженцы
- Глафира Алымова (1758—1826) — одна из первых русских арфисток.

## Достопримечательности
- Храм Димитрия Солунского — памятник архитектуры середины XVIII века[8]:166-167.
- Статуя летчику Бондаренко.
- Памятник погибшим воинам-односельчанам.